# Tetrakishexaeder

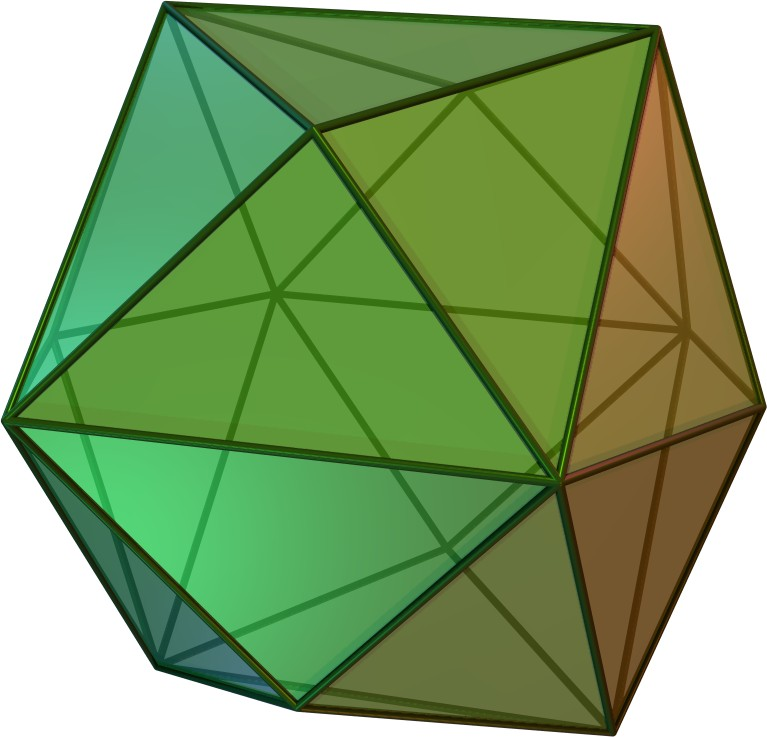
3D-Ansicht eines Tetrakishexaeders (Animation)

Das Tetrakishexaeder (aus griechisch τετράκις tetrakis „viermal“ und Hexaeder „Sechsflächner“), auch Pyramidenwürfel oder Disdyakishexaeder (griechisch δίς dis „zweimal“ und δυάκις dyakis „zweimal“), ist ein konvexes Polyeder, das sich aus 24 gleichschenkligen Dreiecken zusammensetzt und zu den Catalanischen Körpern zählt. Es ist der duale Körper zum Oktaederstumpf und hat 14 Ecken sowie 36 Kanten.

## Entstehung
Werden auf die 6 Begrenzungsflächen eines Würfels (Kantenlänge {\displaystyle a}) quadratische Pyramiden mit der Flankenlänge {\displaystyle b} aufgesetzt, entsteht ein Tetrakishexaeder, sofern die Bedingung {\displaystyle {\tfrac {a}{2}}{\sqrt {2}}<b<{\tfrac {a}{2}}{\sqrt {3}}} erfüllt ist.
- Für den zuvor genannten minimalen Wert von {\displaystyle b} haben die aufgesetzten Pyramiden die Höhe 0, sodass lediglich der Würfel mit der Kantenlänge {\displaystyle a} übrig bleibt.
- Das spezielle Tetrakishexaeder mit gleichen Flächenwinkeln entsteht, wenn {\displaystyle b={\tfrac {3}{4}}\,a} ist.
- Nimmt {\displaystyle b} den o. g. maximalen Wert an, entartet das Tetrakishexaeder zu einem Rhombendodekaeder mit der Kantenlänge {\displaystyle b}.
- Überschreitet {\displaystyle b} den maximalen Wert, so ist das Polyeder nicht mehr konvex und entartet zu einem Sternkörper.

## Formeln
| Größen eines Tetrakishexaeders mit Kantenlänge a, b | Größen eines Tetrakishexaeders mit Kantenlänge a, b                                              |
| --------------------------------------------------- | ------------------------------------------------------------------------------------------------ |
| Volumen                                             | {\displaystyle V=a^{2}\left(a+{\sqrt {4b^{2}-2a^{2}}}\right)}                                    |
| Oberflächeninhalt                                   | {\displaystyle A_{O}=6a{\sqrt {4b^{2}-a^{2}}}}                                                   |
| Pyramidenhöhe                                       | {\displaystyle k={\frac {1}{2}}{\sqrt {4b^{2}-2a^{2}}}}                                          |
| Inkugelradius                                       | {\displaystyle \rho ={\frac {a\left(a+{\sqrt {4b^{2}-2a^{2}}}\right)}{2{\sqrt {4b^{2}-a^{2}}}}}} |
| Flächenwinkel (über Kante a)                        | {\displaystyle \cos \,\alpha _{1}={\frac {2a{\sqrt {4b^{2}-2a^{2}}}}{a^{2}-4b^{2}}}}             |
| Flächenwinkel (über Kante b)                        | {\displaystyle \cos \,\alpha _{2}={\frac {a^{2}}{a^{2}-4b^{2}}}}                                 |

| Größen eines Tetrakishexaeders mit Kantenlänge a | Größen eines Tetrakishexaeders mit Kantenlänge a               |
| ------------------------------------------------ | -------------------------------------------------------------- |
| Volumen                                          | {\displaystyle V={\frac {3}{2}}\,a^{3}}                        |
| Oberflächeninhalt                                | {\displaystyle A_{O}=3a^{2}{\sqrt {5}}}                        |
| Pyramidenhöhe                                    | {\displaystyle k={\frac {a}{4}}}                               |
| Inkugelradius                                    | {\displaystyle \rho ={\frac {3}{10}}\,a{\sqrt {5}}}            |
| Kantenkugelradius                                | {\displaystyle r={\frac {a}{2}}{\sqrt {2}}}                    |
| Flächenwinkel ≈ 143° 7′ 48″                      | {\displaystyle \cos \,\alpha =-{\frac {4}{5}}}                 |
| Sphärizität ≈ 0,94465                            | {\displaystyle \Psi ={\frac {\sqrt[{3}]{3\,\pi }}{\sqrt {5}}}} |

## Anwendung
- In der Natur kommt das Tetrakishexaeder als spezielle Form {hk0} bei Kristallen der Klassen 432, 42m und m3m vor, z. B. beim Fluorit.
- Das Tetrakishexaeder wird auch als Spielwürfel (W24) verwendet.